# Synagoge Malmö

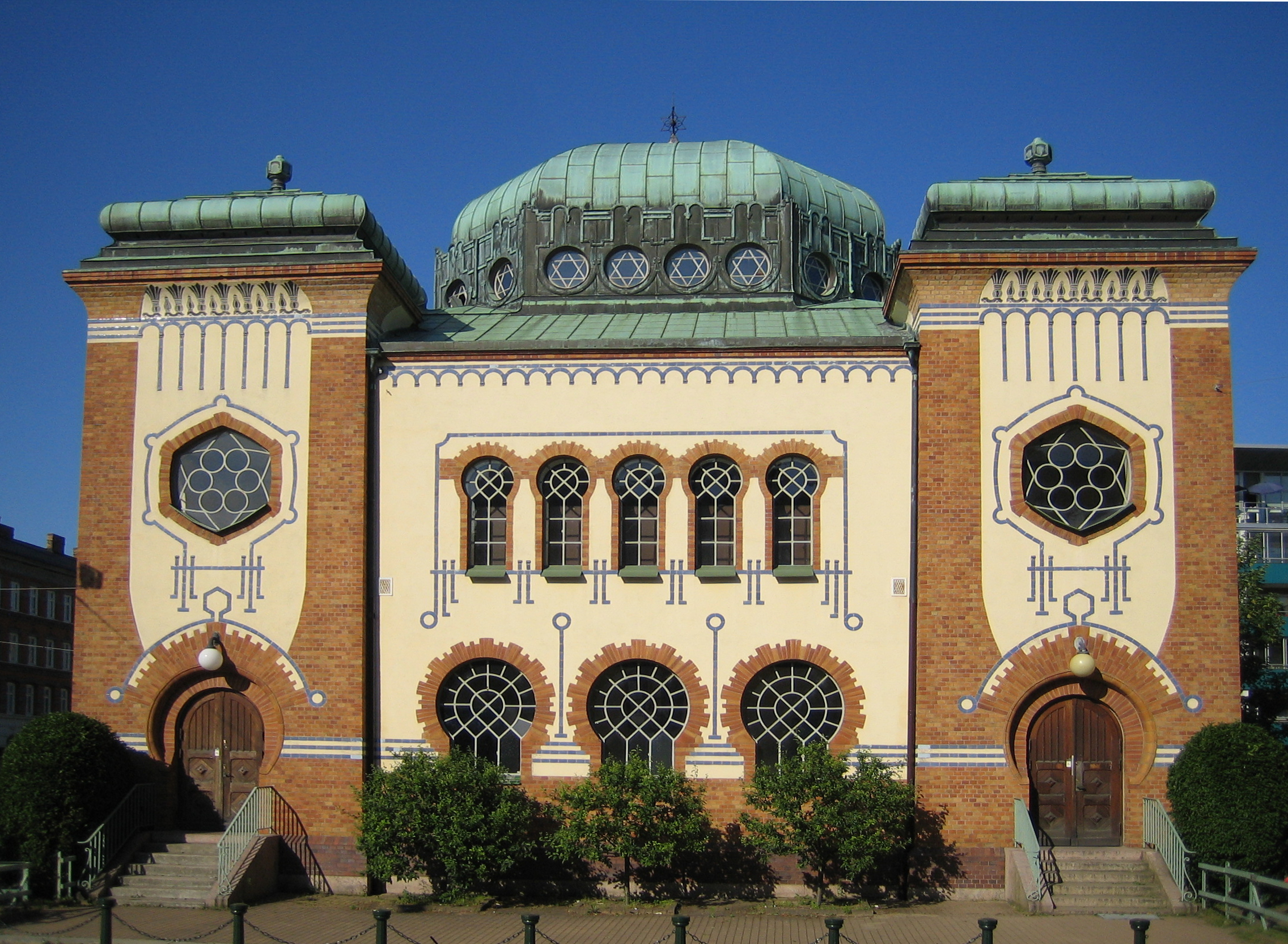
Synagoge Malmö

Die Synagoge in Malmö (schwedisch Malmö synagoga, hebräisch מאלמה בית כנסת) ist das einzige jüdische Gotteshaus in der südschwedischen Stadt. Sie wurde von dem schwedischen Architekten John Smedberg entworfen, im Jahr 1903 erbaut und vereint Jugendstil- sowie orientalisierende Elemente. Die Baukosten beliefen sich auf 65.500 Schwedische Kronen. In ihr werden orthodoxe Gottesdienste abgehalten.

## Anschlag
Die Synagoge wurde am 23. Juli 2010 zum Ziel eines Sprengstoffanschlags. Die Explosion wurde durch eine Art Feuerwerkskörper verursacht, in dem allerdings zu wenig Schießpulver enthalten war, um das Gebäude ernsthaft zu beschädigen. Am Tag vor dem Anschlag wurde an der Tür der Synagoge eine Mitteilung gefunden, in der mit einem Anschlag gedroht wurde.